# American Doll Posse
American doll posse es el noveno álbum de estudio de la compositora y pianista Tori Amos. Al igual que sus álbumes anteriores Strange little girls, Scarlet's walk, American doll posse es un trabajo conceptual por el que Amos personifica a cinco mujeres basadas en la mitología griega. Musicalmente hablando, el álbum supone un cambio drástico por parte de Amos. Habiendo dejado claro que A piano: the collection fue un resumen de su trabajo anterior y el final de una era, el álbum abre un nuevo capítulo en su carrera y es el trabajo más roquero hasta la fecha.
Su publicación se realizó en diferentes fechas:
| País         | Fecha               |
| ------------ | ------------------- |
| Polonia      | 26 de abril de 2007 |
| Austria      | 27 de abril de 2007 |
| Dinamarca    | 27 de abril de 2007 |
| Francia      | 27 de abril de 2007 |
| Alemania     | 27 de abril de 2007 |
| Irlanda      | 27 de abril de 2007 |
| Países Bajos | 27 de abril de 2007 |
| Suecia       | 27 de abril de 2007 |
| Australia    | 28 de abril de 2007 |
| Italia       | 28 de abril de 2007 |
| México       | 30 de abril de 2007 |
| Singapur     | 30 de abril de 2007 |
| UK           | 30 de abril de 2007 |
| EUA          | 1 de mayo de 2007   |
| Finlandia    | 2 de mayo de 2007   |
| Noruega      | 2 de mayo de 2007   |
| Japón        | 18 de julio de 2007 |

American doll posse sirvió a Amos como final para su contrato con Epic Records, como anunció Amos al final del año después de su publicación, a partir de ese momento publicaría álbumes al margen de las principales discográficas.

## Grabación
La grabación del disco comenzó después de una gira de cinco meses en el 2005. En junio de 2006 Amos junto a sus colaboradores habituales; Matt Chamberlain en la batería, Jon Evans en el bajo, al que se le unió Mac Aladdin en la guitarra. El lugar de grabación fue Martian Engineering en Cornwall, como todos los álbumes de Amos desde From the Choirgirl Hotel (1998). Debido a la composición y naturaleza del álbum, la banda (o sus miembros principales) estuvieron presentes durante la grabación en el estudio desde el principio de la misma. Después de un mes de grabación, Amos continuaba editando y grabando, así como trabajando en la promoción de su caja recopilatoria A piano: the collection. El trabajo de mezclado estuvo terminado en febrero de 2007, y el título del álbum fue anunciado a la prensa el 20 de febrero.[cita requerida]
Mientras que Amos aseguró que traería de vuelta el hasrpsicord — usado por última vez en Boys for Pele — y el Würlitzer — usado en Strange little girls y Scarlet's walk —, solo el último aparecería en la canción «Dark side of the sun». Antes de la publicación del álbum Tori Amos hizo algunos comentarios sobre mostrar una «mujer guerrera», y que el álum mostraría una faceta diferente de lo que llevaba haciendo hasta la fecha.

## Concepto
Antes de la salida del disco, Amos reveló que el álbum es sobre la política en la naturaleza:

El mensaje principal de mi nuevo álbum es: que la política es personal. Esto se opone a la visión feminista que desde hace años dice que lo personal es política. Sé que se ha dicho que va en ambos sentidos, pero tenemos que darle la vuelta. Tenemos que pensar así. Ahora estoy hablando de cosas que no podría haber hablado cuando tenía veinte años. Con Little earthquakes hablé de cosas más personales. Pero si tienes que ser una mujer americana en 2007 con una visión real de lo que está pasando, tienes que ser valiente, y tienes que saber que algunas personas no querrán saberlo.
Tori Amos, TIGEN.com

### La pandilla (de muñecas)
La «Pandilla de muñecas» del título consiste en cinco mujeres diferentes que Amos desarrolló, representando diferentes aspectos de su personalidad:

Lo que estoy tratando de decirle a otras mujeres es que tienen su propia versión de la compartimentación femenina que puede haber sido reprimida en cada una de ellas. Por muchos años he sido una imagen; no es necesariamente quien soy yo. He hecho ciertas cosas y esto no quiere decir que esas cosas sean la historia completa. Pienso que esas mujeres están enseñándome que no he explorado extensiones honestas del yo que ahora son tan reales como la pelirroja.
Tori Amos, SAMESAME.com

### Personajes y actitudes
| Muñeca              | Origen mitológico                                              | Atributos | Canciones | Versiones en directo |
| ------------------- | -------------------------------------------------------------- | --- | --- | --- |
| Isabel (HisTORIcal) | Diosa griega de la caza Artemis                                | Fotógrafa y es la más comprometida políticamente | «Yo George», «Mr. Bad Man», «Devils and Gods», «Almost Rosey», «Dark Side Of The Sun», | «Sweet Dreams», «In The Springtime Of His Voodoo», «Tombigbee», «Virginia», «Scarlet's Walk», «Sweet Sangria», «Mountain», «El exorcista» Primera parte, canción de Velvet Underground «New Age», que previamente fue versionado bajo su nombre en 2001 |
| Clyde (CliTORIdes)  | Diosa griega del inframundo Persephone                         | «Tiene heridas emocionales, pero aún es idealista. Busca los efectos de no ser una persona completa. Intenta adivinar en qué cree e intenta lidiar con haber sido decepcionada en su vida». | «Bouncing Off Clouds», «Girl Disappearing», «Roosterspur Bridge», «Beauty Of Speed», "Miracle" (with Tori) «Little Amsterdam», «Black-Dove (January)», «Juarez», «Little Earthquakes», «Upside Down», «Mary» y la canción de Lloyd Cole «Rattlesnakes», que previamente fue versionado bajo su nombre en 2001 | |
| Pip (ExpiraTORIal)  | Diosa griega de la guerra, la sabiduría y la estrategia Athena | Confrontación "mujer guerrera" | «Teenage Hustling», «Fat Slut», «Body and Soul» (con Santa), «Velvet Revolution», «Smokey Joe» | «Bliss», «Cruel», «The Waitress«, «Blood Roses», «Me And A Gun», «Professional Widow», «Suede», canción de Neil Young «Heart Of Gold», que previamente fue versionado bajo su nombre en 2001                                                            |
| Santa (SanaTORIum)  | Diosa griega de la belleza Aphrodite                           | Sensual y apasionada | «You Can Bring Your Dog», «Secret Spell», «Body and Soul» (con Pip), «Programmable Soda», «Dragon», «My Posse Can Do», «Drive All Night» | «Cruel», «God», «Sugar», «She's Your Cocaine», «Hoochie Woman», «Raspberry Swirl», «Bug A Martini», «Sweet The Sting», la canción brasileña tradicional «Carnival»                                                                                      |
| Tori (TerraTORIes)  | Diosa griega Demeter y el Dios Dionysus                        | Carícatura del propio artista, con imágenes promocionales lanzadas representa el sabio personaje con una Biblia en una mano y la palabra «vergüenza» garabateada en la otra                 | «Big Wheel», «Digital Ghost», «Father's Son», «Code Red», «Posse Bonus», «Miracle» (con Clyde) | — |

### Blog de lapandilla
Como parte de la campaña de marketing, una serie de blogs escritos por cada personaje circulaban en internet en varias páginas webs, invitando a los fanes a «cazar» los blogs. Los blogs fueron actualizados durante la gira hasta el final del 2007.

## Ediciones del CD

### Edición simple
Solo un CD con las 23 canciones del álbum.
La versión comprada en Borders incluía un código para bajar un bonus track diferentes, «Drive all night», mientras que la comprada en Target se vendió acompañada de un póster de las cinco «muñecas».

### Edición especial limitada
Como con los anteriores lanzamientos de tori Amos bajo Epic Records, American doll posse fue publicado en una versión limitada, que incluía dos videos — detrás de las cámaras de la sesión de fotos y una muestra de diapositivas titulada «My posse can do» —, un libreto expandido, y cinco postales, una de cada «muñeca».
iTunes ofreció un bonus track gratis, Miracle, y un código de preventa Ticketmaster para el que comprara con antelación cualquier versión del álbum.

## Lista de temas
Todas las canciones escritas y compuestas por Tori Amos, respectivas «Doll personae» entre paréntesis. 
| American doll posse |                                                    |          |  |
| N.º                 | Título                                             | Duración |  |
| 1.                  | «Yo George» (Isabel)                               | 1:25     |  |
| 2.                  | «Big Wheel» (Tori)                                 | 3:15     |  |
| 3.                  | «Bouncing off Clouds» (Clyde, con Santa en coros)  | 4:06     |  |
| 4.                  | «Teenage Hustling» (Pip)                           | 4:02     |  |
| 5.                  | «Digital Ghost» (Tori, con Clyde en coros)         | 3:50     |  |
| 6.                  | «You Can Bring Your Dog» (Santa)                   | 4:04     |  |
| 7.                  | «Mr. Bad Man» (Isabel)                             | 3:18     |  |
| 8.                  | «Fat Slut» (Pip)                                   | 0:41     |  |
| 9.                  | «Girl Disappearing» (Clyde)                        | 4:00     |  |
| 10.                 | «Secret Spell» (Santa)                             | 4:04     |  |
| 11.                 | «Devils and Gods» (Isabel)                         | 0:53     |  |
| 12.                 | «Body and Soul» (Pip and Santa)                    | 3:56     |  |
| 13.                 | «Father's Son» (Tori)                              | 3:59     |  |
| 14.                 | «Programmable Soda» (Santa)                        | 1:25     |  |
| 15.                 | «Code Red» (Tori, con Pip en coros)                | 5:27     |  |
| 16.                 | «Roosterspur Bridge» (Clyde)                       | 4:01     |  |
| 17.                 | «Beauty of Speed» (Clyde)                          | 4:06     |  |
| 18.                 | «Almost Rosey» (Isabel)                            | 5:26     |  |
| 19.                 | «Velvet Revolution» (Pip)                          | 1:19     |  |
| 20.                 | «Dark Side of the Sun» (Isabel, con Tori en coros) | 4:16     |  |
| 21.                 | «Posse Bonus» (Tori)                               | 1:45     |  |
| 22.                 | «Smokey Joe» (Pip I and Pip II)                    | 4:19     |  |
| 23.                 | «Dragon» (Santa)                                   | 5:03     |  |
| 78:42               |                                                    |          |  |

| Bonus tracks |                                                    |          |  |
| N.º          | Título                                             | Duración |  |
| 1.           | «My Posse Can Do» (Santa)                          | 3:37     |  |
| 2.           | «Miracle» (Clyde and Tori)                         | 4:34     |  |
| 3.           | «Drive All Night» (Santa, con Isabel en los coros) | 4:06     |  |

«Posse bonus», «Smokey Joe» y «Dragon» fueron originalmente presentadas como bonus tracks de la edición limitada, pero fueron añadidas a la lista oficial de ambas versiones del álbum. «My posse can do» está incluida en el DVD que acompaña a la versión limitada del álbum, mientras que las canciones «Miracle» y «Drive all night» fueron accesibles únicamente a través de fiferentes medios, iTunes y Borders, respectivamente, como descargas digitales por un tiempo limitado. En 2010, parte de una demo del disco del 1998 From the Choirgirl Hotel se filtró en internet, incluyendo una canción previa no publicada titulada «Violet's eyes»«Miracle» proviene de esta demo.

## Sencillos
«Big Wheel» se publicó como el primer sencillo para las radios en los Estados Unidos antes de la publicación del álbum. Varias estaciones de radio se negaron a poner la canción a causa del acrónimo MILF que se repite en el puente de la canción. A pesar del acrónimo, el sencillo fue un éxito en la radio de Triple A. Epic Records relanzó el sencillo remplazando MILF por MI-MI.
«Bouncing off Clouds» sirvió de primer sencillo para Europa y fue el segundo sencillo en los Estados Unidos.
«Almost Rosey» fue el tercer sencillo presentdo solo en internet a través de MySpace. Siguiendo con la línea de sus anteriores publicaciones con Epicy siguiendo con los dictaods de la industria musical, los tres sencillos extraídos de American doll posse fueron solo sencillos promocionales, no fueron producidos sencillos comerciales.

## Ventas y lista de ventas
En la publicación del álbum, entró en el Billboard 200 en el ppuesto #5, vendiendo 54.000 copias, haciendo de este su sexto álbum debutante en el US Top 10 albums chart. El veinticinco por ciento de las ventas de la primera semana fueron digitales una cifra que fue en aumento. El álbum se mantuvo en el Billboard 200 por seis semanas hasta su posición final en el puesto #186 en la semana del 23 de junio de 2007, antes de caer de la lista de ventas. Un año después de su lanzamiento, el álbum había vendido 152.000 copias en los Estados Unidos, según Nielsen SoundScan.
El debut álbum en el #5 ocupó la misma posición que The beekeeper en el 2005, pero con Ammerican doll posse se vendieron menos unidades. Esta bajada en ventas es parcialmente explicada por el declive de las ventas de la industria musical. Cuando se publicó el álbum, las ventas generales para el 2007 bajaron un 16% con respecto al año anterior.
Las copias de la edición limitada del álbum fueron descartadas para la lista UK Top 40 debido a la inclusión de unas tarjetas que describían cada uno de los personajes. Según un artículo en la web oficial de Tori Amos, Amos decidió no publicar una edición reducida del pack de la ediciónn especial — como había hech ocon Scarlet's walk. Esto dio como resultado que las ventas del álbum en Reino Unido válidas para la lista de ventas solo se basaran en la edición estándar del disco, alcanzando así el puesto #50.
La lista que se presenta a continuación presenta el debut del álbum — en el top 20 — de los mayores mercados alrededor del mundo.
| Lista de ventas(2007)              | Posición debut |
| ---------------------------------- | -------------- |
| Billboard Top 200 Albums (US)      | 5              |
| Billboard Top Digital Albums (US)  | 2              |
| Billboard Top Internet Albums (US) | 3              |
| European Top 100 Albums            | 7              |
| Australian Albums Chart            | 20             |
| Austrian Albums Chart              | 14             |
| Canadian Albums Chart              | 15             |
| Dutch Albums Chart                 | 5              |
| Finnish Albums Chart               | 7              |
| German top-100 Albums Chart        | 10             |
| Italian Top-100 Albums             | 18             |
| Norway Albums Chart                | 11             |
| Swiss Albums Chart                 | 15             |
| Top Rock Albums                    | 2              |

## Personal
- Isabel – voz en 1, 7, 11, 18, 20
- Clyde – voz en 3, 9, 16, 17, coros en 5
- Pip – voz en 4, 8, 12, 19, 22, coros en 15
- Santa – voz en 6, 10, 12, 14, 23, coros en 3
- Tori Amos – voz en 2, 5, 13, 15, 21, coros en 20, Bösendorfer piano en 1-7, 9-10, 12-23, piano eléctrico en 3, Fender-Rhodes en 7, 13, 23, piano vertical en 17, Wurlitzer en 20, clavicordio en 22, Mellotron en 23
- Matt Chamberlain – batería y percusión en 2-7, 9-10, 12-13, 15-18, 20-23
- Jon Evans – bajo en 2-7, 9-10, 12-13, 15-18, 20-23
- Mac Aladdin – guitarra eléctrica en 2-8, 10, 12-13, 15-18, 20, 22-23, ukelele en 7, 11, guitarras eléctricas de 6 y 12 cuerdas en 10, 13, 18, 20, mandolina en 11, 19, guitarra acústica en 11-12, 15-16, 20, guitarra ebow en  22
- Edward Bale, Matthew Elston, Holly Butler, Rosmary Bank – cuarteto de cuerdas en  9, 14
- John Philip Shenale – arreglos de cuerda en 9, 14, arreglos en 14
- Nick Hitchens – tuba, bombardino en 14

## Gira
La primera actuación en directo del nuevo material se llevó a cabo el 10 de abril del 2007 para Radio Eins en Berlín, Alemania, donde amos cantó seis canciones sola al piano — «Silent all these years» y «Leather» de Little Earthquakes así como cuatro canciones del nuevo álbum —  «Velvet revolution», «Father's Son», «Beauty of Speed» y «Almost Rosey».
La banda completa de la gira para American doll posse comenzó el 28 de mayo de 2007 en Roma, Italia. La versión europea del tour, terminó con un concierto en Ra'anana, Israel el 21 de julio de 2007. La versión australiana del tour, que comenzó el 10 de septiembre y duró hasta el fin del mes, fue seguida por la versión Norteamericana que empezó el 9 de octubre. La gira terminó el 16 de diciembre de 2007 en Los Ángeles, California. Amos, usando un piano Bosendorfer, un sintetizador Yamaha, y un órgano Hammond, fue apoyada por Matt Chamberlain — percusión —, Jon Evans — bajo —, y Dan Phelps — guitarra.
Como se anunció antes de que la gira diera comienzo, una de las cuatro alter egos, con su propio vestuario, abrió cada concierto, cantando unas siete canciones, seguida por un cambio de vestuario para volver a tomar la personalidad de Tori Amos para las dos terceras partes que quedaban del concierto. Tres excepciones fueron los conciertos de San Diego y Los Ángeles, donde dos «muñecas» abrieron el concierto, y el concierto de Anaheim, donde dos «muñecas» abrieron y una de ellas volvió para las canciones extras pedidas por el público.